# Lo Crèç
Lo Crèç (en francès Le Crès) és un municipi occità del Llenguadoc, situat al departament de l'Erau i a la regió d'Occitània. És la ciutat del que fou famós vexil·lòleg Lucien Philippe.